# Scolopendra viridicornis
Scolopendra viridicornis (лат.) — вид губоногих многоножек (Chilopoda) из рода сколопендры (Scolopendra). Редкий вид, встречаемый в дождевых лесах Южной Америки.